# Arteria umbilical
La arteria umbilical es un vaso sanguíneo exclusivo de la etapa embrionaria. Su función es llevar la sangre pobre en nutrientes y oxígeno desde el feto hasta la placenta.
Se origina como rama intrapélvica de la arteria ilíaca interna. Durante el período fetal forma parte del sistema circulatorio umbilical entre la madre y el hijo. Después del nacimiento se interrumpe la circulación umbilical y la arteria correspondiente se transforma en un cordón fibroso, los ligamentos umbilicales mediales; sin embargo, este cordón sigue siendo permeable en su mitad posterior y constituye la arteria vesical superior.

## Ramas
- Arterias vesicales superiores.[2]

## Distribución
Se distribuye hacia la vejiga urinaria, uréter, vesículas seminales, conducto deferente y uretra.